# Unterseeboot 343
Le Unterseeboot 343 (ou U-343) est un sous-marin allemand (U-Boot) de type VII.C utilisé par la Kriegsmarine (marine de guerre allemande) pendant la Seconde Guerre mondiale.

## Construction
L'U-343 est un sous-marin océanique de type VII C. Construit dans les chantiers de Nordseewerke à Emden, la quille du U-343 est posée le 1er avril 1942 et il est lancé le 21 décembre 1942. L'U-343 entre en service deux mois plus tard.

## Historique

### Mise en service
Mis en service le 18 février 1943, l'Unterseeboot 343 reçoit sa formation de base à Danzig au sein de la 8. Unterseebootsflottille jusqu'au 28 février 1944, puis l'U-343 intègre sa formation de combat dans la 3. Unterseebootsflottille à la base sous-marine de La Rochelle. Puis, à partir du 1er février 1944, il est transféré dans la 29. Unterseebootsflottille à Toulon.

### Patrouilles
L'Unterseeboot 343 effectue trois patrouilles, toutes sous les ordres de l'Oberleutnant zur See Wolfgang Rahn, dans lesquelles il n'a ni coulé, ni endommagé de navire ennemi au cours des 62 jours en mer.
En vue de sa préparation à sa première patrouille, l'U-343 quitte le port de Kiel le 16 octobre 1943, pour atteindre quatre jours plus tard le port de Trondheim le 19 octobre 1943.
Il réalise sa première patrouille, quittant le port de Trondheim le 22 octobre 1943 pour une mission de surveillance du trafic maritime et de recherche de navires ennemis dans l'Atlantique Nord. Après 26 jours en mer, l'U-343 arrive à la base sous-marine de La Rochelle le 16 novembre 1943.
Sa deuxième patrouille part de la base sous-marine de La Rochelle le 26 décembre 1943.

Le 7 janvier 1944, l'U-343 est attaqué à 20 h 30 deux jours après être passé dans la Méditerranée par le détroit de Gibraltar, par un bombardier Vickers Wellington HF245 (du 36 Squadron RAF/Y). L'avion fait une attaque à basse altitude, lâchant cinq charges de profondeur qui tombent vers l'arrière de l'U-Boot et le manquent. Le Wellington, touché par la défense anti-aérienne de l'U-Boot à l'aile gauche, prend feu. Il est contraint d'amerrir peu de temps après ; le pilote et le navigateur sont tués. Les quatre autres aviateurs membres d'équipage sont pris en charge par le destroyer polonais ORP Slazak le lendemain matin.

Le rapport d'observation de cet avion a conduit un autre Wellington HF221 (du 36 Squadron RAF) sur place, qui attaque l'U-343 ; ses charges de profondeur tombent loin de l'U-Boot, l'un des moteurs étant touché par le canon anti-aérien du sous-marin. L'avion endommagé rejoint sa base

Le 8 janvier 1944, après les deux attaques aériennes, les Alliés commencent une opération de ratissage. À 21 h 40 minutes, le Wellington "B for Baker" (du 36 Squadron RAF) localise l'U-343 au sud-ouest de Carthagène en Espagne. Le bateau est attaqué par un Wellington (du 179 Squadron), suivi d'un second Wellington du même Squadron qui lui lance six charges de profondeur, mais reçoit plusieurs coups d'armes anti-aériennes à l'aile gauche et l'avion s'écrase en mer, tuant cinq membres d'équipage, seul le pilote est éjecté. L'U-343 passe près du canot de l'aviateur à deux reprises, mais les Allemands ne le feront pas prisonnier parce qu'ils avaient « des choses plus importantes à faire ». Il est secouru par le destroyer HMS Active le lendemain matin et reçoit la Distinguished Flying Cross (DFC).

L'U-Boot en sort avarié, lorsqu'un hydravion PBY Catalina (du 202 Squadron RAF) l'attaque. L'avion rompt l'attaque à 3 heures, fortement endommagé à l'aile gauche, au fuselage et aux deux réservoirs de carburant, avec un blessé. L'U-343, très endommagé et incapable de plonger, s'échappe dans l'obscurité, avec un seul membre d'équipage blessé par mitraillage. Après des réparations, l'U-343 atteint sa nouvelle base à Toulon en toute sécurité le 19 janvier 1944, 25 jours après son départ de La Rochelle.

### Destruction
Pour sa troisième patrouille, il quitte le port de Toulon le 4 mars 1944. Après 17 jours en mer, l'U-343 est coulé le 10 mars 1944 en Méditerranée au sud de la Sardaigne à la position géographique de 38° 07′ N, 9° 41′ E par des charges de profondeur lancées d'un chalutier dragueur de mines britannique HMS Mull. Les 51 membres d'équipage meurent dans cette attaque.

## Affectations
- 8. Unterseebootsflottille à Danzig du 18 février au 31 octobre 1943 (Flottille d'entraînement).
- 3. Unterseebootsflottille à La Pallice du 1er novembre 1943 au 31 janvier 1944 (Flottille de combat).
- 29. Unterseebootsflottille à Toulon du 1er au 10 mars 1944 (Flottille de combat).

## Commandements
- Oberleutnant zur See Wolfgang Rahn du 18 février 1943 au 10 mars 1944

## Patrouilles
|       | Commandant          | Départ           | Départ     | Arrivée          | Arrivée    | Jours    | Succès |
| ----- | ------------------- | ---------------- | ---------- | ---------------- | ---------- | -------- | ------ |
|       | Oblt. Wolfgang Rahn | 16 octobre 1943  | Kiel       | 19 octobre 1943  | Trondheim  | 4 jours  |        |
| 1     | Oblt. Wolfgang Rahn | 22 octobre 1943  | Trondheim  | 16 novembre 1943 | La Pallice | 26 jours |        |
| 2     | Oblt. Wolfgang Rahn | 26 décembre 1943 | La Pallice | 19 janvier 1944  | Toulon     | 25 jours |        |
| 3     | Oblt. Wolfgang Rahn | 4 mars 1944      | Toulon     | 10 mars 1944     | Coulé      | 17 jours |        |
| Total | Total               | Total            | Total      | Total            | Total      | 62 jours | 0 t    |

Note : Oblt. = Oberleutnant zur See 

### Opérations Wolfpack
L'U-343 n'a pas opéré avec les Wolfpacks (meute de loups) durant sa carrière opérationnelle.
1. Eisenhart 7 (9 novembre 1943 - 15 novembre 1943)
2. Schill 2 (17 novembre 1943 - 20 novembre 1943)

## Navires coulés
L'Unterseeboot 343 n'a ni coulé, ni endommagé de navire ennemi au cours des trois patrouilles (58 jours en mer) qu'il effectua. Mais il a réussi à abattre deux avions et en a endommagé deux autres le 7 et 8 janvier 1944.